# 세베르스탈
세베르스탈(러시아어: Северсталь, 영어: Severstal)은 러시아 볼로그다주 체레포베츠에 본사가 있는 러시아 최대의 철강 기업이다.